# لويس لوبيز ألفاريز
لويس لوبيز ألفاريز (بالإسبانية: Luis López Álvarez)‏ هو شاعر إسباني، ولد في 7 مايو 1930 في ليون في إسبانيا.

## وصلات خارجية
- لويس لوبيز ألفاريز على موقع ميوزك برينز (الإنجليزية)
- لويس لوبيز ألفاريز على موقع ديسكوغز (الإنجليزية)